# Chris Jenks
Chris Jenks (* 14. August 1988) ist ein britischer Schauspieler und Drehbuchautor in Film und Fernsehen.

## Leben
Chris Jenks ist bekannt aus Sex Education (2019), Karen Pirie (2022), Vigil (2021) und seit 2023 in seiner Rolle des Josh Woods in Beyond Paradise.

## Filmografie (Auswahl)
- 2016: Terminal (Kurzfilm)
- 2018: Doctors (Fernsehserie, 1 Folge)
- 2018–2019: Athena (Fernsehserie, 22 Folgen)
- 2019–2021: Sex Education (Fernsehserie, 18 Folgen)
- 2020: Miracle Working (Fernsehserie, 2 Folgen)
- 2022: Swim (Kurzfilm)
- 2022–2025: Karen Pirie – Echo einer Mordnacht (Fernsehserie, 6 Folgen)
- 2023: Vigil – Tod auf hoher See (Fernsehserie, 6 Folgen)
- 2023–2025: Beyond Paradise (Fernsehserie, 4 Folgen)